# Friedrich Vortisch
Friedrich Vortisch (* 5. März 1899 in Lörrach; † 22. September 1991 ebenda) war ein deutscher Jurist und Politiker (DemP, FDP/DVP).

## Ausbildung und Beruf
Friedrich Vortisch, Sohn der Politikerin und Vorkämpferin für Frauenemanzipation Minna Vortisch, absolvierte ein Studium der Rechtswissenschaft, war seit 1925 als Rechtsanwalt tätig und betrieb später eine Rechtsanwaltskanzlei in Lörrach, die bis heute existiert.

## Politische Tätigkeit
Bis 1933 war er Mitglied der Deutschen Staatspartei. Nach dem Zweiten Weltkrieg trat er in die Demokratische Partei in Südbaden, deren Mitgründer er war. Die Partei beteiligte sich 1948 mit anderen liberalen Verbänden an der Gründung der FDP und deren Landesverband in Baden. 1946 wurde er in den Stadtrat von Lörrach gewählt. Er war 1946/47 Mitglied der Beratenden Landesversammlung Badens und wurde anschließend in den Badischen Landtag gewählt, dem er bis 1952 angehörte. Von 1952 bis 1960 war er Mitglied des baden-württembergischen Landtages.

## Ehrungen und Auszeichnungen
Friedrich Vortisch wurde am 7. Mai 1988 die Verdienstmedaille des Landes Baden-Württemberg verliehen.